# Herbita subdentilinea
Herbita subdentilinea là một loài bướm đêm trong họ Geometridae.